# 988 Appella
988 Appella là một [[tiểu hành tinh Themis.